# Fru Alstads landskommun
Fru Alstads landskommun var en tidigare kommun i dåvarande Malmöhus län.

## Administrativ historik
Kommunen bildades i Fru Alstads socken i Skytts härad i Skåne när 1862 års kommunalförordningar trädde i kraft. 
Vid kommunreformen 1952 uppgick kommunen i Alstads landskommun som uppgick 1967 i Trelleborgs stad som 1971 ombildades till Trelleborgs kommun.

## Politik

### Mandatfördelning i Fru Alstads landskommun 1946
| 7 | 8 |

| 14 |